# Anne Mette Pedersen
Anne Mette Pedersen, née le 25 octobre 1992 à Galten, est une handballeuse internationale danoise évoluant au poste d'ailière droite.

## Biographie
En 2019, elle rejoint le Odense Håndbold.

## Palmarès

### En club
compétitions nationales
- championne du Danemark en 2011 (avec FC Midtjylland Håndbold)

### En sélection
championnat du monde
- 6e place du championnat du monde 2015

autres
- vainqueur du championnat d'Europe junior en 2011[4]
- vainqueur du championnat d'Europe jeunes en 2009[5]